# Planowanie dydaktyczne
Planowanie dydaktyczne – sporządzanie planów zajęć edukacyjnych; planowanie rozpoczyna działanie edukacyjne, jest pierwszą z czynności kierowania uczeniem się jako pomagania uczniom.

## Strategie kierowania pracą uczniów
Aby uczniowie mogli osiągnąć cele kształcenia, stosuje się dwie strategie kierowania ich pracą:
- Nastawienie na uczniów – styl relacyjny
- Nastawienie na osiągnięcie celów kształcenia – styl zadaniowy

Styl relacyjny (demokratyczny, niedyrektywny), nastawiony jest na korzystne stosunki w grupie; prowadzi do humanistycznego systemu kształcenia; styl owocuje skutecznością relacyjną w postaci uspołecznienia, dobrej atmosfery pracy, zadowolenia ze szkoły. Ten styl potwierdza się w praktyce, gdy uczniowie są dojrzali, zadania są oryginalne i złożone, nie ma przy  nich pośpiechu; potrzebna jest motywacja oraz doświadczony nauczyciel.
Styl zadaniowy (autokratyczny, dominacyjny, dyrektywny), zorientowany jest na osiąganie celów kształcenia, prowadzi do technologicznego systemu kształcenia (konspekty, lekcje prowadzone według planu, zadawanie wielu pytań). Wypowiedzi nauczycieli są tutaj bardziej rzeczowe, niż w stylu relacyjnym. Nauczyciel dąży do możliwie jasnych sytuacji dydaktycznych, dokładnej analizy zadań, zwięzłego wydawania poleceń, systematycznego sprawdzania wyników, szybkiego korygowania błędów.
Styl zadaniowy wykazuje skuteczność zadaniową w postaci osiągnięć szkolnych na miarę motywacji i zdolności uczniów. Najsłabsi, najwolniej pracujący uczniowie są pod specjalnym nadzorem nauczyciela. Ten styl potwierdza się w praktyce, gdy uczniowie są mało samodzielni, zadania są jasne i stosunkowo proste, a czas pracy bardzo cenny. Styl zadaniowy przynosi korzyści doraźne, lecz nie zawsze długofalowe, ponieważ ograniczą pracę ucznia do roli wykonawcy.
Socjologowie widzą minusy i ograniczenia obu stylów. Tylko doświadczony nauczyciel może z powodzeniem wykorzystywać style unikając błędów. 

## Cechy dobrego planu dydaktycznego
Z rozważań Tadeusza Kotarbińskiego wyróżnić można 11 cech dobrego planu dydaktycznego, które pogrupowane zostały w 3 kręgi:
Trafność planu, na którą składają się:
- celowość – powinien on wskazywać właściwe środki do celu, któremu służy,
- perspektywiczność – większą wartość mają „plany długodystansowe”,
- strategiczność – szczegółowość planu powinna być „należycie ograniczona”,

Logiczna konstrukcja planu, obejmująca:
- racjonalność – rozumność, „ugruntowanie poznawcze”,
- kompletność – niepozostawianie luk i niedomówień,
- wewnętrzną zgodność – żadna część planu nie jest sprzeczna z inną częścią,

Walory użytkowe planu, na które składają się:
- wykonalność – zgodność z doświadczeniem, ustrzeżenie się fantazjowania,
- operatywność – poręczność, wygoda w stosowaniu,
- elastyczność – plan giętki, plastyczny, zwrotny, możliwy do skorygowania przy nieprzewidywalnych okolicznościach,
- terminowość – wyznaczenie terminu, czasu,
- skuteczność – pewność pożądanego wyniku,

## Etapy planowania dydaktycznego
Planowanie kierunkowe wytycza kierunki działania edukacyjnego w określonym przedmiocie szkolnym; wiąże cele emocjonalne kształcenia z celami poznawczymi oraz wskazuje materiał kształcenia niezbędny do osiągnięcia tych celów. Ma szeroki zasięg gdyż obejmuje cały wybrany szczebel szkoły (np. gimnazjum), rok szkolny lub semestr.
Planowanie kierunkowe ma na celu ukierunkowanie czynności uczniów i nauczyciela na ustalone cele, stanowi strategiczny etap planowania dydaktycznego, najwcześniejszy i najogólniejszy, decydujący o sensie i powodzeniu dalszych etapów tego planowania. 
Najwygodniejszym sposobem planowania kierunkowego jest sporządzanie tabeli, w której zostaną przedstawione cele emocjonalne i cele poznawcze kształcenia w układzie krzyżowym, a następnie nazwy modułów programowych, których wkład w osiągnięcie tych celów jest największy.
Plan kierunkowy spełnia 3 funkcje:
- porządkuje emocjonalne i poznawcze cele kształcenia
- wiąże te cele z materiałem
- daje wstępną orientację co do podziału czasu potrzebnego uczniom do osiągnięcia tych celów

Plan kierunkowy w zakresie celów kształcenia powinien być szczegółowy, aby można było wywieść z niego cele każdej lekcji. Decyzje o celach działania edukacyjnego powinny być podejmowane przed decyzjami o materiale kształcenia. Sformułowanie celów musi poprzedzać dobór środków działania. W przeciwnym razie działanie przestaje być dokonywaniem planowej zmiany w uczniach.
Planowanie wynikowe określa wymagania programowe w związku z kolejnymi tematami zajęć. Obejmuje moduł programowy, dział lub kilkugodzinną jednostkę tematyczną przedmiotu. Stanowi unormowanie oceny pracy uczniów w tym dziale. Gdy uczniowie poznają na czas wymagania i będą mogli pracować na wybranym przez siebie poziomie, planowanie wynikowe umożliwia kształcenie według wymagań. 
W ostatnich latach ten rodzaj planowania zajęć edukacyjnych zyskał uznanie pedagogów. Należy jednak zwrócić uwagę, że jednopoziomowy plan wynikowy (czyli taki, który wykonywany będzie tylko przez najlepszych uczniów) nie wystarcza do organizacji całej pracy. Największą wartość mają wielopoziomowe plany wynikowe samodzielnie sporządzone przez nauczyciela, zwłaszcza te, których podstawą są autorskie programy kształcenia.
Planowanie wynikowe powinno mieć charakter taktyczny. Niekorzystne jest sporządzanie planów „seryjnie” – na semestr lub rok szkolny, ponieważ może to usztywnić działanie edukacyjne.
Planowanie metodyczne wytycza przebieg zajęć, lekcji. Plan metodyczny jakim jest konspekt czy scenariusz lekcji przetwarza treść kształcenia w sytuacje dydaktyczne, które skłaniają uczniów do wykonywania przewidzianych czynności. Sytuacje te mają na celu dostarczenie uczniom odpowiednich doznań poznawczych.
Kolejność planowania metodycznego:
- czynności uczniów ustalone w planie wynikowym lub prowadzące do nich
- wyposażenie – środki dydaktyczne niezbędne do uczenia się tych czynności
- czynności nauczyciela – mają na celu zapewnić skuteczność uczenia się tych czynności
- czas planowany na daną sytuację dydaktyczną wstępnie uznany za wystarczający do uzyskania planowanego wyniku

W dobrym planie metodycznym można zwykle wyróżnić trzy części:
- część wstępna – uzgodnienie celów lekcji, podniesienie motywacji do uczenia się, organizacja zajęć, nawiązanie do wcześniejszej wiedzy
- część główna – obserwacje, wypowiedzi uczniów, słuchanie, czytanie, pisanie, ćwiczenia, prace praktyczne
- część końcowa – podsumowanie, wnioski, oceny, plany na przyszłość

## Zasady planowania dydaktycznego
- Zasada świadomości – nakazuje zorientowanie uczniów w układzie przedmiotów, programie kształcenia i planach dydaktycznych, w tym zwłaszcza w celach lekcji, a także zapewnienie im warunków czynnego udziału w procesie dydaktycznym.
- Zasada przystępności – nakazuje stopniowanie trudności materiału kształcenia. Ma służyć temu droga od bliskiego, znanego, prostego, konkretnego do dalekiego, nowego, złożonego, abstrakcyjnego.
- Zasada poglądowości – nakazuje poprzedzanie nazw i określeń obserwacją rzeczy i zjawisk.
- Zasada systematyczności – nakazuje dokładne poklasyfikowanie informacji, jej optymalne uporządkowanie oraz płynne, bez przerwy i zakłóceń, wprowadzanie do procesu kształcenia.
- Zasada trwałości – nakazuje wielokrotne powtarzanie informacji dla umieszczenia jej w pamięci trwałej uczniów. Urozmaicenie powtórzeń powinno ułatwić uczniom indywidualne zakodowanie tej informacji, będące warunkiem trwałej wiedzy.